# MTV Unplugged (Mariah Carey)
MTV Unplugged è il primo album live di Mariah Carey, pubblicato negli Stati Uniti il 2 giugno 1992, sotto l'etichetta Columbia Records. L'album ha venduto 13 milioni di copie nel mondo

## Antefatti
All'inizio del 1992, in piena promozione dell'album Emotions, Mariah Carey decide di mettere a tacere le cattive dicerie della stampa, che l'accusano di non voler partire in tour perché non capace di rendere dal vivo quanto in studio.
Con l'appoggio del sempre più presente produttore esecutivo Tommy Mottola, Mariah decide di partecipare al noto programma televisivo MTV Unplugged, spettacolo nel quale ogni artista si esibisce in chiave prettamente acustica.
A metà marzo, si tiene così il primo vero concerto di Mariah Carey, breve, ma intenso, nel quale la cantautrice sfoggia le sue enormi capacità vocali, coadiuvata da abili musicisti e coristi.
La scaletta della serata prevede molti pezzi tratti dall'album Emotions; tuttavia, la canzone degna di nota è sicuramente "I'll be there", cover di uno storico pezzo dei Jackson 5, che Mariah interpreta insieme al corista Trey Lorenz.
La serata è un successo e ben presto si capisce che "I'll be there" potrebbe diventare l'ennesimo pezzo da numero 1; dopo le tante richieste alle radio, la Sony decide di pubblicare, il 26 maggio, il singolo "I'll be there", chiudendo quindi definitivamente la promozione dell'album Emotions e aprendo una nuova fase.
Il nuovo singolo diventa l'ennesimo successo, risalendo fino in cima la classifica Billboard Hot 100: è la sesta numero 1 della cantautrice .
Visto il grandissimo successo, il 2 giugno esce MTV Unplugged, l'album che cattura per sempre quella straordinaria serata, il primo concerto di Mariah Carey.
L'album ha venduto 13 milioni di copie.

## Tracce
1. Emotions – 4:00 (Mariah Carey, David Cole, Robert Clivillés)
2. If It's Over – 3:47 (Mariah Carey, Carole King)
3. Someday – 3:56 (Mariah Carey, Ben Margulies)
4. Vision of Love – 3:36 (Mariah Carey, Ben Margulies)
5. Make It Happen – 4:09 (Mariah Carey, David Cole, Robert Clivillès)
6. I'll Be There (feat. Trey Lorenz) – 4:42 (Berry Gordy, Bob West)
7. Can't Let Go – 4:35 (Mariah Carey, Walter Afanasieff)

## Promozione
| Video Promo   | Radio Promo   | Singolo       | Data di uscita  | USA Billboard Hot 100 |
| I'll be there | I'll be there | I'll be there | 26 maggio, 1992 | # 1                   |
| If it's over  |               |               | Luglio, 1992    | #                     |

## Posizioni in classifica
| America del Nord  | Max posizione   |
| ----------------- | --------------- |
| USA Billboard 200 | 4               |
| Canada            | 11              |
| Europa            | Max posizione   |
| Olanda            | 1 (6 settimane) |
| UK                | 4               |
| Svizzera          | 19              |

| Oceania       | Max posizione   |
| ------------- | --------------- |
| Nuova Zelanda | 1 (3 settimane) |
| Australia     | 7               |